# Мак-Грегор (Флорида)
Мак-Грегор (англ. McGregor) — статистически обособленная местность, расположенная в округе Ли (штат Флорида, США) с населением в 7136 человек по статистическим данным переписи 2000 года.

## География
По данным Бюро переписи населения США, статистически обособленная местность Мак-Грегор имеет общую площадь в 10,62 квадратных километров, из которых 6,73 кв. километров занимает земля и 3,88 кв. километров — вода. Площадь водных ресурсов округа составляет 36,53 % от всей его площади.
Статистически обособленная местность Мак-Грегор расположена на высоте уровня моря.

## Демография
| Год переписи        | Нас. |  | %±   |
| ------------------- | ---- |  | ---- |
| 1990                | 6504 |  | —    |
| 2000                | 7136 |  | 9,7% |
| 1990–2000 Источник: |      |  |      |

По данным переписи населения 2000 года, в Мак-Грегорe проживало 7136 человек, 2296 семей, насчитывалось 3295 домашних хозяйств и 3982 жилых дома. Средняя плотность населения составляла около 671,94 человек на один квадратный километр. Расовый состав населённого пункта распределился следующим образом: 96,09 % белых, 0,84 % — чёрных или афроамериканцев, 0,20 % — коренных американцев, 1,56 % — азиатов, 0,92 % — представителей смешанных рас, 0,39 % — других народностей. Испаноговорящие составили 2,91 % от всех жителей статистически обособленной местности.
Из 3295 домашних хозяйств в 17,8 % воспитывали детей в возрасте до 18 лет, 62,0 % представляли собой совместно проживающие супружеские пары, в 5,7 % семей женщины проживали без мужей, 30,3 % не имели семей. 25,0 % от общего числа семей на момент переписи жили самостоятельно, при этом 13,7 % составили одинокие пожилые люди в возрасте 65 лет и старше. Средний размер домашнего хозяйства составил 2,17 человек, а средний размер семьи — 2,55 человек.
Население статистически обособленной местности по возрастному диапазону по данным переписи 2000 года распределилось следующим образом: 15,0 % — жители младше 18 лет, 3,3 % — между 18 и 24 годами, 19,2 % — от 25 до 44 лет, 31,9 % — от 45 до 64 лет и 30,6 % — в возрасте 65 лет и старше. Средний возраст жителей составил 53 года. На каждые 100 женщин в Мак-Грегорe приходилось 92,3 мужчин, при этом на каждые сто женщин 18 лет и старше приходилось 89,8 мужчин также старше 18 лет.
Средний доход на одно домашнее хозяйство статистически обособленной местности составил 57 628 долларов США, а средний доход на одну семью — 67 353 доллара. При этом мужчины имели средний доход в 52 151 доллар США в год против 31 732 доллара среднегодового дохода у женщин. Доход на душу населения статистически обособленной местности составил 57 628 долларов в год. 1,3 % от всего числа семей в населённом пункте и 3,3 % от всей численности населения находилось на момент переписи населения за чертой бедности, при этом 2,7 % из них были моложе 18 лет и 2,6 % — в возрасте 65 лет и старше.